# Lillering
Lillering er en landsby i Østjylland, beliggende 3 km nordøst for Storring, 4 km sydøst for Skovby, 2 km vest for Harlev og 14 km vest for Aarhus centrum. Landsbyen hører til Aarhus Kommune og ligger i Region Midtjylland.
Lillering hører til Framlev Sogn. Framlev Kirke ligger 2 km mod nordøst i landsbyen Framlev, der er vokset sammen med Harlev.

## Historie
Omkring år 1900 var der i Lillering knap 20 huse og gårde samt brugsforening fra 1892, teglværk, forsamlingshus, friskole og sparekasse. Teglværket, der lå ved hovedvejen, blev nedlagt midt i 1920'erne. Landsbyen har stadig et forsamlingshus med to sale til hhv. 80 og 20 personer.

### Jernbanen
Lillering fik billetsalgssted på Hammelbanen (1902-56). Da banen blev anlagt, var opgaven delt mellem to entreprenører, og skillelinjen gik ved Lillering Skov. Den vestlige strækning blev færdig til tiden 1. oktober 1900 og blev indviet dagen før af et lille selskab, der på åbne godsvogne kørte fra Hammel til festpladsen i Lillering Skov. Den østlige strækning blev først færdig 1½ år senere. Øst for Lillering var der ved anlægget af banen ført et sidespor ind til en grusgrav, som banen benyttede frem til 1950.
Lillering billetsalgssted blev tegnet af arkitekt Heinrich Wenck. Lillering billetsalgssted var det eneste af banens oprindelige standsningssteder, der ikke havde status af station, men trafikken oversteg alle forventninger. I 1903 blev der anlagt stikspor og bygget varehus, så der kunne ekspederes stykgods, fra 1904 også ilgods. I 1912 blev stiksporet udvidet til omløbsspor, og sporet til grusgraven blev ført ind i omløbssporet. Der blev anlagt kreaturfold m.m., og 1. maj 1913 blev Lillering en rigtig station. I foråret 1935 anlagde man i skoven en betonrampe og et stikspor med plads til 4 godsvogne. Herfra blev der i et par år transporteret sten fra skoven til Aarhus.
Selvom stationen lå tæt på landsbyens sydvestlige hjørne, bevirkede den ikke nævneværdig byudvikling. 1. oktober 1955 – et halvt år før banens lukning – blev stationen nedrykket til trinbræt og mistede altså betjeningen. Stationsbygningen er bevaret på Bøgebakken 3. Fra Rødlundvænget i Harlev kan man gå på banetracéet til Lillering Skov.

### Kommunalreform 1970
Indtil 1970 hørte Lillering til Harlev-Framlev sognekommune, der blev indlemmet i Aarhus Kommune ved kommunalreformen i 1970.